# Beach Soccer Worldwide
Beach Soccer Worldwide (BSWW, укр. Всесвітня організація з пляжного футболу) — міжнародна організація, що співпрацює з ФІФА в питаннях розвитку пляжного футболу та проведення міжнародних змагань з цього виду спорту. BSWW заснована в 1992 році та є партнером-укладачем офіційних правил пляжного футболу.

## Організація турнірів
BSWW займається організацією турнірів по всьому світу, проте їх діяльність переважно охоплює Європу. З 1995 року під патронатом організації щороку відбувався Чемпіонат світу з пляжного футболу, що неодмінно проходив на пляжах Копакабани (Бразилія). У 2005 році чемпіонат вперше відбувся під егідою ФІФА при підтримці BSWW. З тих пір організації тісно співпрацюють над проведенням головного турніру світу з пляжного футболу. З 2009 року було прийняте рішення про проведення пляжного Мундіалю раз на два роки.

## Членство конфедерацій
|    | Конфедерація                                                             | Змагання                                  |
| -- | ------------------------------------------------------------------------ | ----------------------------------------- |
| 1. | Азійська футбольна конфедерація (AFC)                                    | Кваліфікація чемпіонату світу (AFC)       |
| 2. | Конфедерація африканського футболу (CAF)                                 | Кваліфікація чемпіонату світу (CAF)       |
| 3. | Конфедерація футболу Північної і Центральної Америки та Кариб (CONCACAF) | Кваліфікація чемпіонату світу (CONCACAF)  |
| 4. | Південноамериканська футбольна конфедерація '(CONMEBOL)                  | Кваліфікація чемпіонату світу '(CONMEBOL) |
| 5. | Конфедерація футболу Океанії (OFC)                                       | Кваліфікація чемпіонату світу (OFC)       |
| 6. | Союз європейських футбольних асоціацій (UEFA)                            | Кваліфікація чемпіонату світу (UEFA)      |

## Рейтинг BSWW
BSWW займається розрахунком та оприлюдненням рейтингу національних збірних, що створюється після проведення чемпіонатів світу. Положення команд визначається, виходячи з результатів поєдинків команд між собою: за перемогу в основний час нараховується три очки, за перемогу в додатковий час чи в серії пенальті — одне очко, за поразку — нуль. Тривалий час, завдяки своїм численним перемогам на турнірі, беззаперечним лідером рейтингу є збірна Бразилії. Окрім того, існує також «малий рейтинг», що розраховуються виключно для європейських збірних.